# Сеп Хербергер
Јозеф „ Сеп “ Хербергер (28. март 1897 – 28. април 1977) био је немачки фудбалер и тренер. Најпознатији је као селектор репрезентације Западне Немачке која је освојила титулу светског првака 1954. године, утакмицу касније названу „Чудо из Берна“, победивши убедљиве фаворите из Мађарске. 

## Рани живот и каријера
Рођен у Манхајму, Хербергер је одрастао у сиромашној, католичкој породици фармера, која се преселила у Манхајм како би радила у локалној фабрици стакла Сен-Гобен .
Касније је три пута играо за немачку фудбалску репрезентацију између 1921. и 1925. године  пре него што је постао помоћник Оту Нерцу 1932. године. Хербергер га је наследио на месту селектора репрезентације након неупечатљивог пораза Немачке од Норвешке у четвртфиналу Олимпијских игара 1936. године. После рата, кратко је био привремени тренер Ајнтрахта из Франкфурта, пре него што је позван на место селектора репрезентације 1950. године. Остао је на тој позицији до 1964. године, када га је наследио Хелмут Шен. Умро је од упале плућа у Вајнхајму у 80. години.